# Мортенссон, Агнета
Агнета Мортенссон (швед. Ulla Agneta Linnéa Mårtensson (-Baron); род. 31 июля 1961, Эребру) — шведская пловчиха, серебряный призёр летних Олимпийских игр 1980 года в Москве, участница двух Олимпиад.

## Карьера
На Олимпиаде в Москве Мортенссон представляла свою страну в 4-х видах: плавании на 100 и 200 метров баттерфляем, эстафете 4×100 метров вольным стилем и комбинированной эстафете 4×100 метров. В первых двух дисциплинах Мортенссон заняла 6-е и 7-е места соответственно. В комбинированной эстафете шведки заняли 4-е место. В эстафете вольным стилем сборная Швеции (Карина Юнгдаль, Тина Густафссон, Агнета Мортенссон, Агнета Эрикссон) завоевала серебряные медали с результатом 3:48,93 с. Чемпионками стали представительницы ГДР (Барбара Краузе, Карен Метчук, Инес Дирс, Зарина Хюльзенбек), финишировавшие с мировым рекордом — 3:42,71 с. Бронзовые медали завоевала сборная Нидерландов (Конни ван Бентум, Вилма ван Велсен, Регги де Йонг, Аннелиз Мас — 3:49,51 с).
На следующей Олимпиаде в Лос-Анджелесе Мортенссон выступала в плавании на 100 метров баттерфляем, где заняла 17-е место.

## Семья
Была замужем за шведским пловцом, чемпионом и призёром Олимпийских игр Бенгтом Бароном. Брак впоследствии распался.